# Врх-над-Желимлями
Врх-над-Желимлями (словен. Vrh nad Želimljami) — поселення в общині Шкофліца, Осреднєсловенський регіон, Словенія. 
Висота над рівнем моря: 537,9 м.